# Julian Symons
Julian Gustave Symons (ur. 30 maja 1912, Londyn, zm. 19 listopada 1994, Kent) – brytyjski pisarz, autor kryminałów, biograf, poeta i krytyk literacki.

## Życiorys
Julian Gustave Symons urodził się w Londynie, w rodzinie żydowskich emigrantów z Rosji. W wieku czternastu lat porzucił szkołę. W 1937 założył poetyckie czasopismo Twentieth Century Verse. W latach 1976–1985 był prezesem Detection Club.
Jego starszy brat A. J. A. Symons również był pisarzem.

## Publikacje
Napisał ponad osiemdziesiąt prac o różnej tematyce.

### Powieści kryminalne
- The Immaterial Murder Case (1945)
- A Man Called Jones (1947)
- Bland Beginning (1949)
- The Thirty-First of February (1950)
- The Broken Penny (1953)
- The Narrowing Circle (1954)
- The Paper Chase (1956)
- The Colour of Murder (1957)
- The Gigantic Shadow (1958)
- The Progress of a Crime
- The Killing of Francie Lake (1962)
- The End of Solomon Grundy (1964)
- The Belting Inheritance (1965)
- The Man Who Killed Himself (1967) (sfilmowana jako Arthur! Arthur![4])
- The Man Whose Dreams Came True (1968)
- The Man Who Lost His Wife (1970)
- The Players and the Game (1972)
- The Plot Against Roger Rider (1973)
- A Three-Pipe Problem (1975)
- The Blackheath Poisonings (1978)
- Sweet Adelaide (1980)
- The Detling Murders (1982)
- The Name of Annabel Lee (1983)
- The Criminal Comedy of the Contented Couple (1985)
- The Kentish Manor Murders (1988)
- Death's Darkest Face (1990)
- Something Like a Love Affair (1992)
- Playing Happy Families (1994)
- A Sort of Virtue: A Political Crime Novel (1996)

### Opowiadania kryminalne
- Murder! Murder! (1961)
- Francis Quarles Investigates (1965)
- How to Trap a Crook (1977)
- Great Detectives - Seven Original Investigations (1981)
- The Tigers of Subtopia (1982)
- Did Sherlock Holmes Meet Hercule
- The Man Who Hated Television (1995)
- A Julian Symons Sherlockian Duet (2000)
- The Detections of Francis Quarles (2006)

### Biografie, książki historyczne i krytyka literacka
- A J A Symons: His Life & Speculations (1950)
- Charles Dickens (1951)
- Thomas Carlyle. The life and ideas of a prophet (1952?)
- Criminal Acts (1955)
- Horatio Bottomley (1955)
- The General Strike - A Historical Portrait (1959)
- A Reasonable Doubt (1960)
- The Thirties: a Dream Revolved (1960)
- Buller’s Campaign (1963)
- England's Pride: The Story of the Gordon Relief Expedition (1965)
- Crime and Detection: An Illustrated History from 1840 (1966)
- Critical Occasions (1966)
- Between the Wars (1972)
- Notes From Another Country (1972)
- Bloody Murder - From the Detective Story to the Crime Novel: A History (1972)
- A Reflection on Auden (1973)
- The Angry 30s (1976)
- The Tell-Tale Heart: The Life and Works of Edgar Allan Poe (1978)
- Conan Doyle - Portrait of an Artist (1979)
- Agatha Christie - the Art of Her Crimes (1981)
- Critical Observations: Diverse Essays (1981)
- Crime and Detection Quiz (1983)
- 1948 and 1984. The Second Orwell Memorial Lecture (1984)
- Dashiel Hammett (1985)
- Two Brothers. Fragments of a Correspondence (1985)
- Makers of the New: The Revolution in Literature, 1912-1939 (1987)
- Oscar Wilde: A problem in Biography (1988)
- Somebody Else (1990)
- The Thirties and The Nineties (1990)
- Portraits of The Missing: Imaginary Biographies (1991)
- Does Literature Exist? (1992)
- Criminal Practices -Symons on Crime Writing 60s to 90s (1994)
- Hell Gate

### Poezja
- Confusions About X (Fortune Press 1938)
- The Second Man (1943)

## Nagrody
- 1957: Crossed Red Herring Awards za The Colour of Murder[5]
- 1961: Edgar Awards w kategorii Best Novel za Progress of a Crime[6]
- 1973: Edgar Awards w kategorii Special Edgars za Mortal Consequences: A History from the Detective Story to the Crime Novel[6]
- 1982: Edgar Awards w kategorii The Grand Master[6]
- 1990: Diamentowy Sztylet[7]